# Bank of Baghdad
Bank of Baghdad (ISX: BNKB, en español: Banco de Bagdad) es uno de los bancos comerciales más grandes en Irak. Fue fundado en 1992.
Algunas de sus actividades bancarias comerciales incluyen depósitos y préstamos; las actividades financieras incluyen préstamos hipotecarios, agrícolas, industriales y de comercio; los servicios de inversiones incluyen portafolios de inversiones en bienes raíces y negocios de seguridad. También otorga varios tipos de seguros.
Las sucursales del banco abren entre 8 AM y 2 PM. Los viernes y sábados permanecen cerradas. 